# 中古突厥語
中古突厥语指突厥语族语言的一个演化阶段，覆盖了大部分中世纪（公元900–1500年）。这个术语被用来代指一个包含葛逻禄语支和乌古斯语支和相关语言的位于中亚、伊朗和中东塞尔柱王朝占领区的其余部分一个语言群。其最广为人知的书面形式是位于喀什市、八剌沙衮和丝绸之路沿线其他城市的喀喇汗国（也称喀喇汗突厥语）方言。察合台汗国书面语可能是中古突厥语的晚期形式。但令人困惑的是葛逻禄和乌古斯的“中古突厥语”时期与8至13世纪的东突厥的古代突厥语时期重叠。

## 文学作品
- 艾哈迈德·亚萨维的大智之书（ديوان حكمت） （Dīvān-i Ḥikmet）。[5][6] （以喀喇汗方言写成）
- 马赫穆德·喀什噶里突厥语大词典 （以喀喇汗方言和阿拉伯语写成）
- 玉素甫‧哈斯‧哈吉甫福乐智慧 （以喀喇汗方言写成）
- Ahmad bin Mahmud Yukenaki （Ahmed bin Mahmud Yükneki） （Ahmet ibn Mahmut Yükneki） （Yazan Edib Ahmed b. Mahmud Yükneki）撰写了Hibet-ül hakayik （Hibet ül-hakayık） （Hibbetü'l-Hakaik） （Atebetüʼl-hakayik） （Hibat al-ḥaqāyiq） （هبة الحقايق）
- 阿里希尔·纳沃伊的作品（以察合台语写成），包括（标题使用阿拉伯语）：
  - Gharā’ib al-Ṣighār （“童年的美景”）
  - Nawādir al-Shabāb （“年轻的妙语”）
  - Badā’i‘ al-Wasaṭ （“中年奇迹”）
  - Fawā’id al-Kibār （“老年的好处”）
  - Muḥākamat al-Lughatayn （“双言辨”）《两种语言之辩》
- 莫卧儿帝国皇帝巴布尔的《巴布尔回忆录》（以察合台语写成）